# Коста д'Олјо (Виченца)
Коста д'Олјо је насеље у Италији у округу Виченца, региону Венето.
Према процени из 2011. у насељу је живело 36 становника. Насеље се налази на надморској висини од 156 м.